# Charles Edmund Wilkinson
Pour les articles homonymes, voir Wilkinson.
Major-Général Charles Edmund Wilkinson, (né en 1801 - mort le 3 juin 1870), est un officier britannique, et un gouverneur intérimaire du Ceylan britannique.

## Biographie
Charles Edmund Wilkinson est le fils unique du naturaliste britannique Jacob Wilkinson et d'Olivia Maria Cranke Stephen.

### Carrière militaire
Il s'inscrit dans le Corps des Royal Engineers et devint capitaine en 1846, lieutenant-colonel en 1854, brevet-colonel en 1858 et colonel en 1859.
Il est nommé gouverneur intérimaire de Ceylan pendant 3 mois.
Sa dernière promotion arrive en 1866, lorsqu'il devient Major-Général.